# جورج هويل (جندي)
جورج هويل (بالإنجليزية: George Howell) هو جندي أسترالي برتبة رقيب أول، ولد في 19 نوفمبر 1893 في Enfield, New South Wales ‏ في أستراليا، وتوفي في 23 ديسمبر 1964 في برث في أستراليا.
وحصل على صليب فيكتوريا، وهو أعلى وسام للشجاعة «في مواجهة العدو» يمكن منحه لأعضاء البريطانيين والقوات المسلحة للكومنولث. تم تزيين جورج بصليب فيكتوريا بعد أفعاله خلال معركة أراس، حيث ركض على طول حاجز خندق قصف القوات الألمانية موقعه من خلال استخدام القنابل اليدوية، وبالتالي دفعهم إلى الخلف.